# Opera Software
Opera Software AS là một công ty phần mềm Na Uy, ban đầu được biết đến với trình duyệt web Opera cho máy tính, và trình duyệt web di động Opera Mini. Nó đã được tách khỏi công ty mẹ của nó Otello Corporation như là một phần của việc thoái vốn khỏi hoạt động kinh doanh trình duyệt web của họ. Trình duyệt Opera có hơn 350 triệu người dùng trên toàn thế giới trên nhiều nền tảng.
Opera cũng tham gia vào việc quảng bá các tiêu chuẩn Web thông qua việc tham gia W3C. Công ty có trụ sở chính tại Oslo, Na Uy và cũng có văn phòng tại Thụy Điển, Ba Lan, Trung Quốc, Nhật Bản, Hàn Quốc, Úc, Nga, Ukraina, Iceland, Singapore, Đài Loan và Mỹ. Tầm nhìn của Opera là "cung cấp trải nghiệm Internet tốt nhất trên mọi thiết bị."
Công ty đã thay đổi quyền sở hữu khi Otello bán trình duyệt web và hoạt động kinh doanh cùng với thương hiệu Opera cho một nhóm các nhà đầu tư Trung Quốc vào năm 2016 với thỏa thuận hoàn thành vào tháng 11 năm đó.

## Lịch sử
Opera Software được sáng lập như một công ty độc lập tại Na Uy ngày 30/8/1995 bởi Jon Stephenson von Tetzchner và Geir Ivarsøy. Công ty được thành lập để tiếp tục một dự án nghiên cứu ban đầu tại Telenor, công ty viễn thông lớn nhất Na Uy.
Sản phẩm đầu tiên của Opera Software, trình duyệt web Opera phiên bản 2.1 cho Windows, được phát hành năm 1997.  Opera Software đã IPO tháng 2/2004, và phát hành lần đầu vào 11/3/2004.
Trong nỗ lực tận dụng thị trường mới nổi cho các thiết bị cầm tay kết nối Internet, một dự án port trình duyệt  Opera sang nhiều nền tảng hơn bắt đầu vào năm 1998. Opera 4.0, phát hành năm 2000, bao gồm một core đa nền tảng mới tạo điều kiện cho việc tạo ra các phiên bản Opera cho nhiều hệ điều hành và nền tảng..

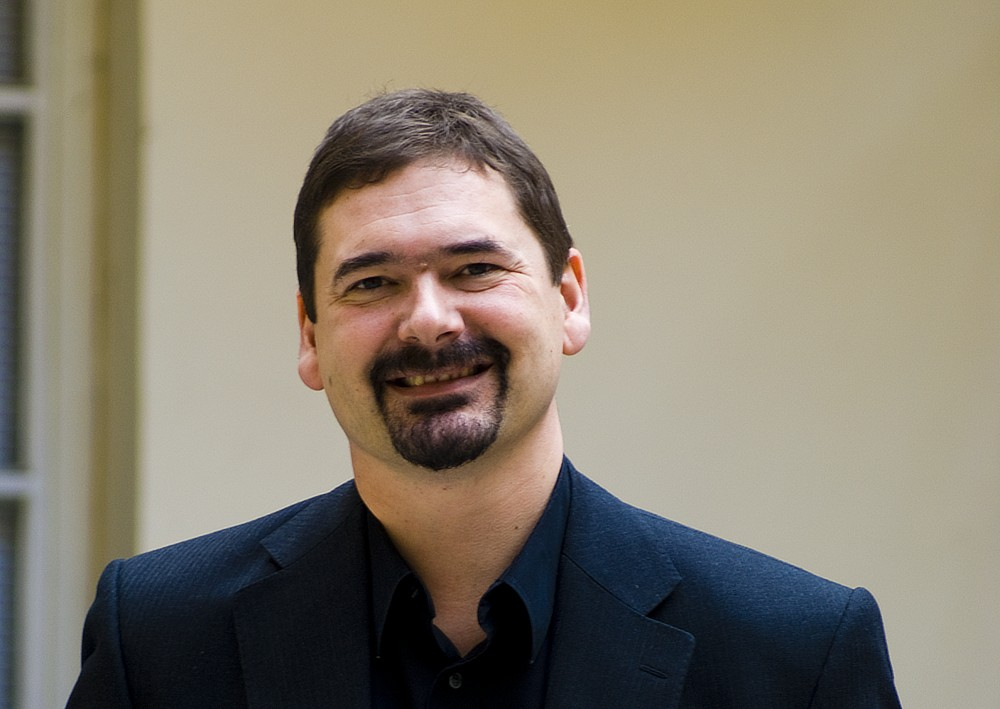
Jon Stephenson von Tetzchner,Nhà sáng lập

Tính đến thời điểm này, trình duyệt Opera đã được dùng thử và phải mua sau khi giai đoạn dùng thử kết thúc, tuy nhiên điều này kết thúc với phiên bản 5.0, phát hành năm 2000. Thay vào đó, Opera trở thành phần mềm quảng cáo, hiển thị quảng cáo cho người dùng mà không có giấy phép, thường bị chỉ trích là rào cản để giành thị phần. Trong các phiên bản mới hơn, người dùng được phép lựa chọn giữa các banner đồ họa chung hoặc các quảng cáo văn bản xác định do Google cung cấp dựa trên trang đang được xem.
Năm 2004, Opera Software đã giải quyết một vụ kiện với một "tập đoàn quốc tế" trả 12,75 triệu  USD cho Opera. Nó đã được suy đoán rằng "tập đoàn quốc tế" được đặt tên trong tuyên bố công bố giải quyết là Microsoft, trước đó đã chặn người dùng Opera truy cập trang MSN.com.
Ngày 12/1/2005, Opera Software  thông báo rằng nó sẽ cung cấp giấy phép miễn phí cho các tổ chức giáo dục đại học — một sự thay đổi so với khoản phí trước đó là 1.000 USD cho các giấy phép không giới hạn. Các trường đã chọn giấy phép miễn phí bao gồm Massachusetts Institute of Technology (MIT), Đại học Harvard, Đại học Oxford, Georgia Institute of Technology, và Đại học Duke.
Với phiên bản 8.5 (phát hành năm 2005) các quảng cáo đã bị xóa bỏ hoàn toàn và hỗ trợ tài chính chính đến từ doanh thu của Google (công cụ tìm kiếm mặc định của Opera).
Tháng 8/2005, công ty giới thiệu Opera Mini, một trình duyệt web mới dựa trên Java ME cho các thiết bị di động ban đầu được tiếp thị không phải cho người dùng cuối mà đến các nhà khai thác mạng di động để tải trước trên điện thoại hoặc cung cấp cho người đăng ký của họ.
Năm 2007, Opera đã đệ đơn khiếu nại chống lại Microsoft tại Ủy ban Châu Âu, cáo buộc việc đóng gói Internet Explorer với Microsoft Windows có hại cho cả người tiêu dùng lẫn các công ty trình duyệt web khác. Khiếu nại dẫn đến việc tạo ra BrowserChoice.eu.
Năm 2012, Opera Software và Bharti Airtel đã ký một thỏa thuận để cung cấp trình duyệt Opera Mini cho các khách hàng di động của Airtel.
Năm 2013 Opera Software đã quyết định không sử dụng công cụ dựng hình nội bộ của họ cho cho trình duyệt trên desktop nữa. Từ phiên bản 15 trên trình duyệt Opera cho desktop sẽ sử dụng công cụ dựng hình Blink, một nhánh của Webkit được phát triển cùng với Google.

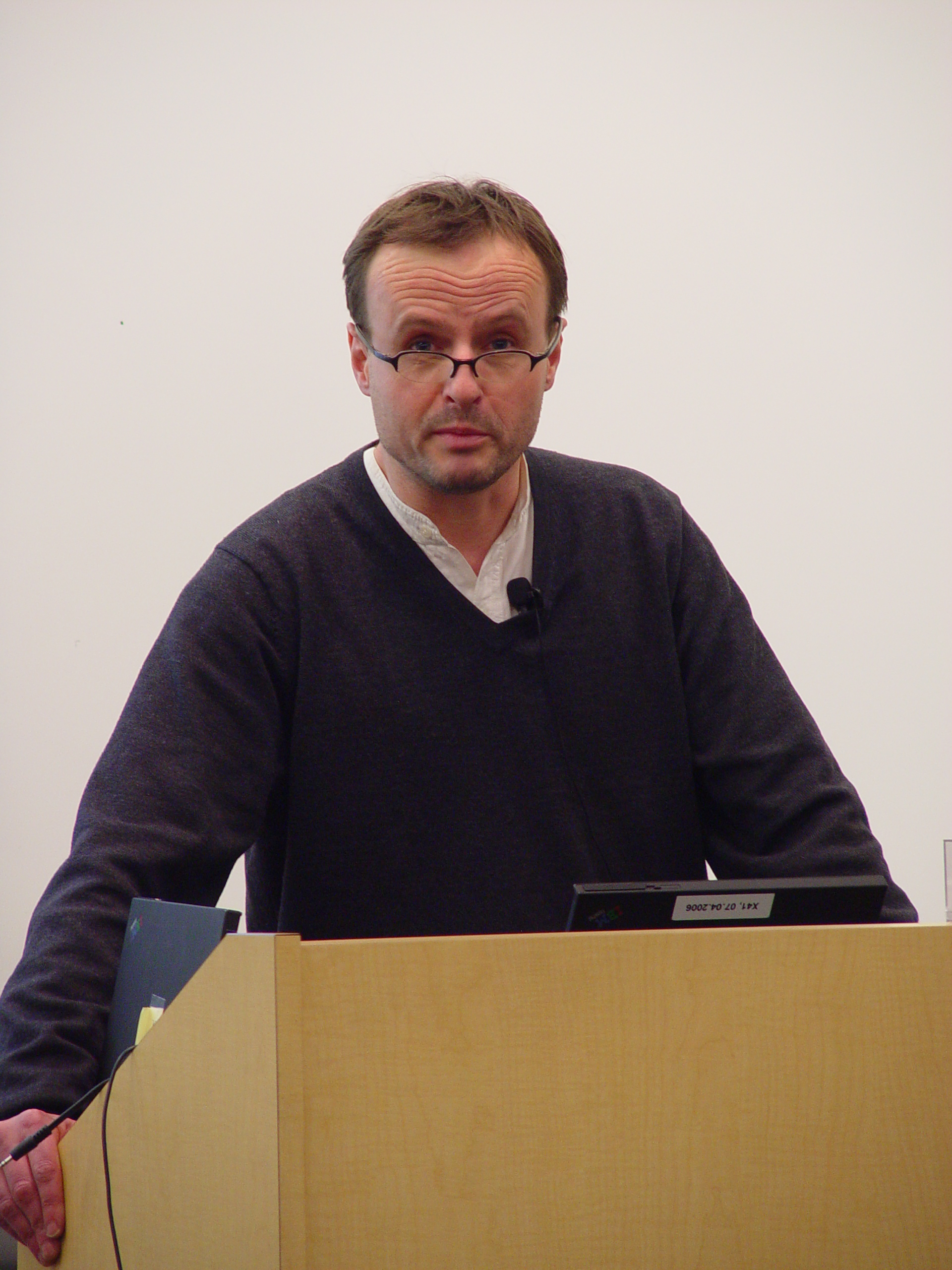
Håkon Wium Lie, Cựu Giám đốc Công nghệ

Tháng 3/2015 tại Mobile World Congress ở Barcelona, Opera đã giành được Giải thưởng di động toàn cầu về Sản phẩm, Sáng kiến hay Dịch vụ di động tốt nhất tại các thị trường mới nổi cho Opera Web Pass và Sponsored Web Pass. Tháng 4, Opera Software đã quyết định phát triển trung tâm trình duyệt Opera Desktop ở Ba Lan. Ngày 12/4, Opera TV AS được thành lập để kinh doanh các dịch vụ liên quan đến truyền hình tách biệt với tất cả các tài sản khác, mà đã trở thành một phần của Opera Software AS; cả hai công ty đã trở thành công ty con hoàn toàn thuộc sở hữu của Opera Software ASA (bây giờ là Otello). Tháng 9, công ty đã công bố logo mới với chữ “O” ba chiều mới và bản sắc thương hiệu. Trong quá trình này, tên gọi của công ty đã thay đổi từ "Opera Software" thành "Opera".
Ngày 10/2/2016, một nhóm các nhà đầu tư Trung Quốc đã chi 1.2 tỉ USD (8.31 USD/cổ phiếu) để mua Ottelo, mặc dù thỏa thuận được cho là không đáp ứng được sự chấp thuận theo quy định. Ngày 18/7/2016, Otello tuyên bố đã bán ứng dụng trình duyệt, các ứng dụng hiệu năng và riêng tư, cùng thương hiệu Opera cho Golden Brick Capital Private Equity Fund I Limited Partnership (một liên minh của các nhà đầu tư Trung Quốc dẫn đầu bởi Beijing Kunlun Tech Co và Qihoo 360) với số tiền 600 triệu USD. Giao dịch bán mảng kinh doanh tiêu dùng của Opera được phê duyệt vào ngày 31/10/2016 bởi Ủy ban Đầu tư nước ngoài Mỹ. Ngày 4/10/2016, Golden Brick Capital Private Equity Fund I L.P. hoàn tất việc mua lại.
Tháng 1/2017, công ty đã giới thiệu Opera Neon, một trình duyệt khái niệm mới được dự định như một khám phá về các lựa chọn thiết kế trình duyệt. Trình duyệt được xây dựng dựa trên Blink engine và nó có sẵn cho Windows và macOS.

## Sản phẩm ngừng phát triển
Vào tháng 2/2018, sau khi thông báo trước rằng dịch vụ và ứng dụng sẽ bị tắt, ứng dụng Opera Max đã được bán cho Samsung. Nó được đổi tên thành Samsung Max, nhưng sẽ chỉ tương thích với các smartphone Samsung Galaxy đủ điều kiện trong tương lai.

## Liên Kết ngoài
Website Chính thức tại Việt Nam
Website Toàn cầu Chính thức